# Катастрофа Beechcraft 1900 в Ярмуте
Катастрофа Beechcraft 1900 в Ярмуте — авиационная катастрофа, произошедшая во вторник 26 августа 2003 года. Авиалайнер Beechcraft 1900D авиакомпании Colgan Air (работала под торговой маркой USAir Express) выполнял внутренний рейс CJC9446 по маршруту Хайаннис—Олбани, но через 2 минуты после взлёта потерял управление и рухнул в воды Атлантического океана около Ярмута. Рейс был перегоночным (после капитального ремонта), поэтому на его борту были только 2 члена экипажа; все они погибли.

## Самолёт
Beechcraft 1900D (регистрационный номер N240CJ, серийный UE-40) был выпущен в 1993 году (первый полёт совершил 1 апреля). В апреле того же года был передан авиакомпании CommuteAir, в которой сменил два бортовых номера — N841CA и N84102. 3 января 2003 года был куплен авиакомпанией Colgan Air и его б/н сменился на N240CJ; рейсы в обоих авиакомпаниях выполнял под торговой маркой авиакомпании USAir Express. Оснащён двумя турбовинтовыми двигателями Pratt & Whitney Canada PT6A-67D. На день катастрофы совершил 24 637 циклов «взлёт-посадка» и налетал 16 503 часа.

## Экипаж
Экипаж рейса CJC9446 состоял из двух пилотов:
- Командир воздушного судна (КВС) — 39-летний Скотт Кнайб (англ. Scott Knabe). Опытный пилот, в авиакомпании Colgan Air проработал 2 года и 1 месяц (с 16 июля 2001 года). В должности командира Beechcraft 1900 — с 8 января 2003 года (до этого управлял им в качестве второго пилота). Налетал 2891 час, 1364 из них на Beechcraft 1900 (451 из них в качестве КВС).
- Второй пилот — 38-летний Стивен Дин (англ. Steven Dean). Опытный пилот, в авиакомпанию Colgan Air устроился 22 октября 2002 года (проработал в ней 10 месяцев) на должность второго пилота Beechcraft 1900, но рейс CJC9446 был для него последним — после него он планировал уволиться из авиакомпании. Налетал 2489 часов (1667 из них в должности КВС), 689 из них на Beechcraft 1900.

## Хронология событий
Рейс CJC9446 был перегоночным после капитального ремонта Beechcraft 1900D борт N240CJ в области хвостовой части и хвостового оперения, проводившегося в аэропорту Хайанниса с 23 по 26 августа с перерывом в несколько часов (во время этого перерыва лайнер выполнил 10 коммерческих рейсов).
Рейс СJC9446 вылетел из Хайанниса в 15:38 EDT, но уже через 6 секунд после взлёта со взлётной полосы №24 (в 15:38:46) триммер руля высоты резко переместился с 1,5° до примерно 3° отрицательного угла атаки (носовая часть опущена на снижение). В 15:38:56 триммер руля высоты переместился примерно на 7° отрицательного угла атаки и оставался в таком положении до падения самолёта в воду. КВС передал авиадиспетчеру аэропорта Хайанниса сообщение о «неуправляемом дифференте».
В 15:39 рейс 9446 выполнил левый разворот и набрал высоту 335 метров. В 15:39:21 командир запросил посадку на ВПП №33, но авиадиспетчер предложил посадку на ВПП №24. В 15:40:30 лайнер окончательно потерял управление, резко наклонил нос и понёсся вниз; пилоты до последнего пытались восстановить управление и начать набор высоты. В 15:40:47 EDT рейс CJC9446 примерно под углом 30° врезался в воды Атлантического океана в 5 метрах от берега около Ярмута; от удара о воду лайнер полностью разрушился (уцелела только хвостовая часть) и затонул на глубине 91 метр. Оба пилота на его борту погибли.

## Расследование
Расследование причин катастрофы рейса CJC9446 проводил Национальный совет по безопасности на транспорте (NTSB).
Окончательный отчёт расследования был опубликован 31 августа 2004 года.

## Культурные аспекты
Катастрофа рейса 9446 Colgan Air показана в 24 сезоне канадского документального телесериала Расследования авиакатастроф в серии Битва за угол.